# Accident de bus de Kaffrine
L'accident de bus de Kaffrine est survenu le 8 janvier 2023 lorsque deux bus se sont percutés de nuit près de Kaffrine dans le centre-ouest du Sénégal. Dans l'accident, 40 personnes ont été tuées et 95 autres blessées en faisant l'accident routier le plus meurtrier au Sénégal depuis plusieurs années. 

## Accident

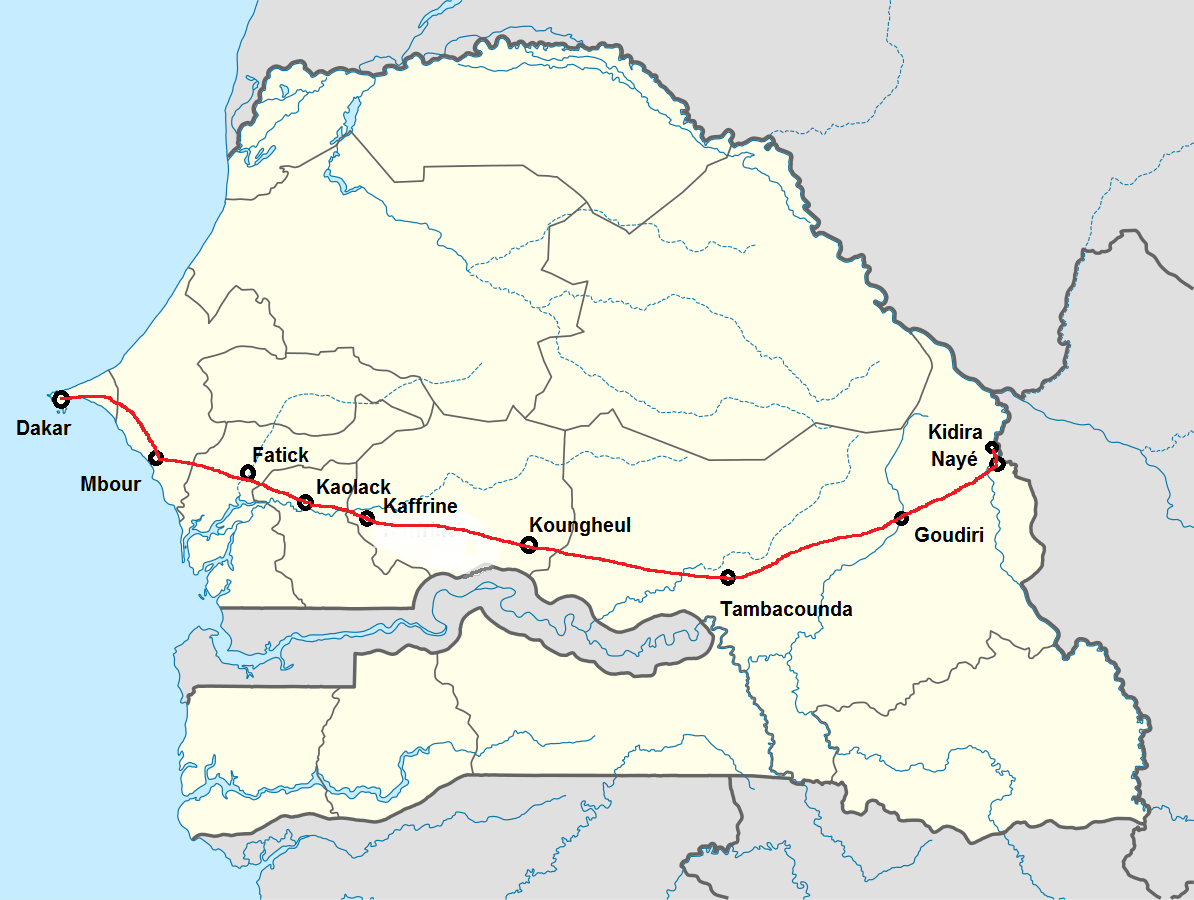
Carte de la Route nationale 1.

Deux autobus sont entrés en collision à 3 h 15 dans le centre-ouest du Sénégal, à hauteur de la localité de Sikolo, près de la ville de Kaffrine sur la route nationale 1,,, axe très fréquenté sur le corridor entre Dakar et Bamako.
Le maire de Kaffrine, Abdoulaye Saydou Sow, par ailleurs ministre de l'Urbanisme et du Logement, ainsi que le procureur de la République de la ville de Kaolack ont imputé le lendemain la collision à l'éclatement d'un pneu d'un des deux bus, qui a alors dévié de sa trajectoire et serait venu percuter frontalement un bus arrivant en sens inverse.
Le bilan provisoire annoncé au matin du 9 janvier est de 40 morts, 53 blessés hospitalisés et 42 blessés plus légers. Selon les autorités locales, « Les 2 bus auraient contenu 139 voyageurs au moment de l'accident ». 

## Réactions et nouvelles mesures de sécurité routière
Le lendemain de l'accident, le gouvernement du Sénégal a déclaré une période de deuil national de trois jours après l'accident,. Le premier ministre Amadou Ba a le même jour, tenu un conseil interministériel en urgence afin d'adopter des « mesures fermes sur la sécurité routière et le transport public des voyageurs »  puis dans la foulée, une réunion avec les principaux représentants du transport au Sénégal ont abouti à la prise en urgence de 23 mesures urgentes pour améliorer la sécurité routière dont la création d’une structure chargée du contrôle routier, l'interdiction d'importation de pneus usagés, la création de centres de contrôle technique dans les régions (il n'en existe qu'à Dakar), l'interdiction pour les véhicules de transport public de voyageurs de circuler de 23 h à 5 h du matin sur les routes interurbaines, la limitation à dix ans de la durée d'exploitation des véhicules de transport de personnes et à quinze ans pour les véhicules de transport de marchandises et un contrôle technique gratuit à Dakar pour les véhicules de transport. 